# 941
941 (CMXLI) var ett normalår som började en fredag i den julianska kalendern.

## Händelser

### Okänt datum
- Det rysk-bysantinska kriget, där ruserna anförs av Igor, utkämpas.

## Födda
- Slutet av året – Lothar, kung av Västfrankiska riket 954–986
- Edwy den rättivse, kung av England 955–959 (född omkring detta eller föregående år)
- Brian Boru, storkonung av Irland 1002–1014 (född omkring detta år)

## Avlidna
- Rudaki, persisk poet.